# Остап
Оста́п — українське ім'я.  Є народною формою трьох канонічних імен грецького походження — Євстафій, Євстахій і Стахій. Особливо поширене на заході України. Станом на 2010 рік ім'я посідало 15 місце серед найпопулярніших імен України. 

## Походження
- Євста́фій, Євста́тій[4](грец. Εὐστάθιος), походить від слова εὐσταθής — «стійкий».
- Євста́хій (Εὔστάχιος, Εὔστάχυς) походить від εὔστάχυς — «плідний», «плодючий», «колосистий»[1].
- Ста́хій (Στάχυς) — від στάχυς («колос», «плід»)[2].

Висловлювали припущення, що колись відбулося змішання історично різних імен: Εὐστάθιος (у латинізованому запису — Eustathius) з грецьких календарів і Εὔστάχιος (лат. Eustachius) — з латинських, бо дні пам'яти обох збігаються.

## Відомі носії

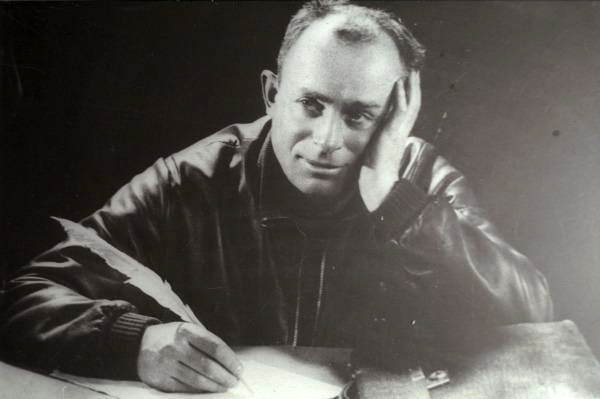
Остап Вишня, український письменник, новеліст, класик сатиричної прози ХХ ст.

- Остап Вишня (справжнє ім'я Павло Михайлович Губенко; 1889—1956) — український письменник, новеліст, класик сатиричної прози ХХ століття. Автор відомих «Усмішок».
- Остап Нижанківський (1863—1919) — композитор, диригент, громадський діяч.
- Остап Стецьків (1924—2002) — канадський футболіст українського походження, півзахисник.
- Остап Ступка (нар. 1967) — український актор. Народний артист України. Син актора Богдана Ступки, батько актора Дмитра Ступки.
- Остап Вересай (1803—1890) — виконавець народних дум, історичних, побутових, жартівливих та сатиричних пісень.
- Остап Виговський (?—1663) — руський шляхтич. Батько гетьмана Івана Виговського.
- Остап Гоголь (?—1679) — український військовий діяч доби Хмельниччини та Руїни, полковник Кальницького, Подільського та Брацлавського полків, наказний гетьман Правобережної України. Далекий предок письменника та драматурга Миколи Гоголя.
- Остап Вахнянин (1890—1924) — український журналіст, пластовий та культурний діяч.
- Остап Лучинський (нар. 1941) — український художник декоративного мистецтва та педагог.
- Остап Яриш (нар. 1994) — український журналіст, який із 2019 року працює в США.
- Остап Сливинський (нар. 1978) — український поет, перекладач та літературознавець.
- Остап Соколюк (нар. 1986) — український письменник, кіносценарист.
- Остап Дроздов (нар. 1979) — український письменник та журналіст.
- Остап Семерак (нар. 1972) — український політик, ексміністр екології.
- Остап Стахів (нар. 1956) — український бандурист. Народний артист України.
- Остап Василик (1938—2004) — український науковець-економіст.
- Остап Лозинський (1983—2022) — український художник та іконописець. Син художника, іконописця та колекціонера Тараса Лозинського.
- Остап Маркевич (нар. 1978) — український футболіст, згодом — футбольний тренер. Син футболіста Мирона Маркевича, онук футболіста Богдана Маркевича.
- Остафій Дашкевич (1470—1536) — перший козацький кошовий.

### Вигадані персонажі
- Остап Бендер — літературний персонаж, головний герой романів Іллі Ільфа та Євгена Петрова «Дванадцять стільців» і «Золоте теля».
- Остап Бульбенко — персонаж повісті Миколи Гоголя «Тарас Бульба», син головного героя.
- Остап Бандура — персонаж однойменного кінофільму режисера Володимира Гардіна.